# 아프칸 솔져스
《아프칸 솔져스》(Afghan Luke)는 캐나다에서 제작된 마이크 클래튼버그 감독의 2011년 드라마, 전쟁 영화이다. 닉 스탈 등이 주연으로 출연하였고 마이크 클래튼버그 등이 제작에 참여하였다.

## 출연

### 주연
- 닉 스탈
- 빅 사헤이

### 조연
- 니콜라스 라이트
- 루이스 블랙
- 파스칼 휴튼
- 콜린 커닝햄
- 토랜스 쿰브스
- 알리 리버트
- 론 레아
- 제이슨 숌빙
- 스티븐 로보
- 티모시 웨버
- 팜 수어
- 게리 레버트
- 라이 랄
- 파블로 실베이라
- Gary Gill

## 기타
- 라인프로듀서: 크리스 루돌프
- 미술: 제임스 하젤
- 세트: 게일 루이닝
- 배역: 캔디스 엘진가